# Bodziszek gołębi
Bodziszek gołębi (Geranium columbinum L.) – gatunek rośliny z rodziny bodziszkowatych. Występuje niemal w całej Europie (z wyjątkiem Islandii, północnej części Półwyspu Skandynawskiego i północnej Rosji), w północnej Afryce (od Maroka do Libii) i w zachodniej Azji (w rejonie Kaukazu i Bliskiego Wschodu). W Polsce jest rozpowszechniony na południu, rozproszony na zachodzie i północy, bardzo rzadki w środkowej i północno-wschodniej części kraju. Status gatunku w Polsce jest niejasny, uznawany jest za gatunek prawdopodobnie obcy.

## Morfologia
PokrójRoślina zielna osiągająca 5–60 cm wysokości, o łodygach od nasady zwykle rozgałęziających się, wzniesionych lub rozesłanych. Pokryte są one przylegającymi, skierowanymi w dół, białymi włoskami, rzadkimi w dole pędu, gęstszymi w górze.
LiścieNaprzeciwległe, ogonkowe (im wyższe liście tym ogonek mają krótszy, górne są niemal siedzące), u nasady z owłosionymi przylistkami. Blaszki dłoniasto 5- lub 7-dzielne lub sieczne, zwykle z blaszką porozcinaną prawie do nasady. Poszczególne odcinki liścia są pierzasto dzielne, a ich odcinki są równowąskie i rozstawione na boki, z większymi odcinkami podzielonymi jeszcze na dwie lub trzy łatki. Więcej odcinków mają liście dolne, najwyższe składają się zwykle tylko z trzech łatek.
KwiatyWyrastają parami na szypułkach dłuższych od wspierających je liści (czasem kwiaty są pojedyncze, a często szypułki kwiatów z pary są nierówne). Szypułki kwiatowe pokryte są w dół skierowanymi,  przylegającymi, białymi włoskami. Działki kielicha jajowate lub podługowane, na brzegu wąsko obłonione, trójnerwowe, zakończone ostką o długości do 3 mm. Działki pokrywają włoski przylegające i białe, ale skierowane ku górze. Korona składa się z płatków różowopurpurowych, odwrotnie sercowatych, podługowatych, osiągających 6–9 mm długości (zwykle są nieco dłuższe od działek).
OwoceRozłupnie rozpadające się na gładkie rozłupki, owłosione tylko na szwie i dziobie, w dole z pękiem szczecinek. Nasiona są brunatne, na powierzchni sieciowato dołeczkowane.

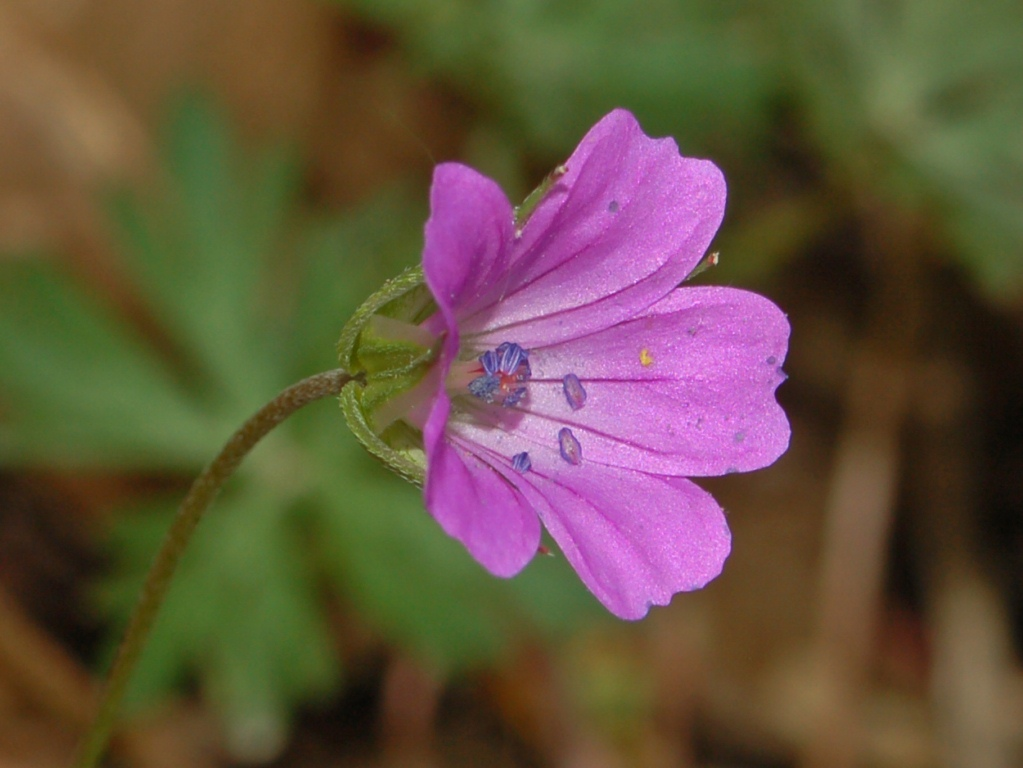
Kwiat
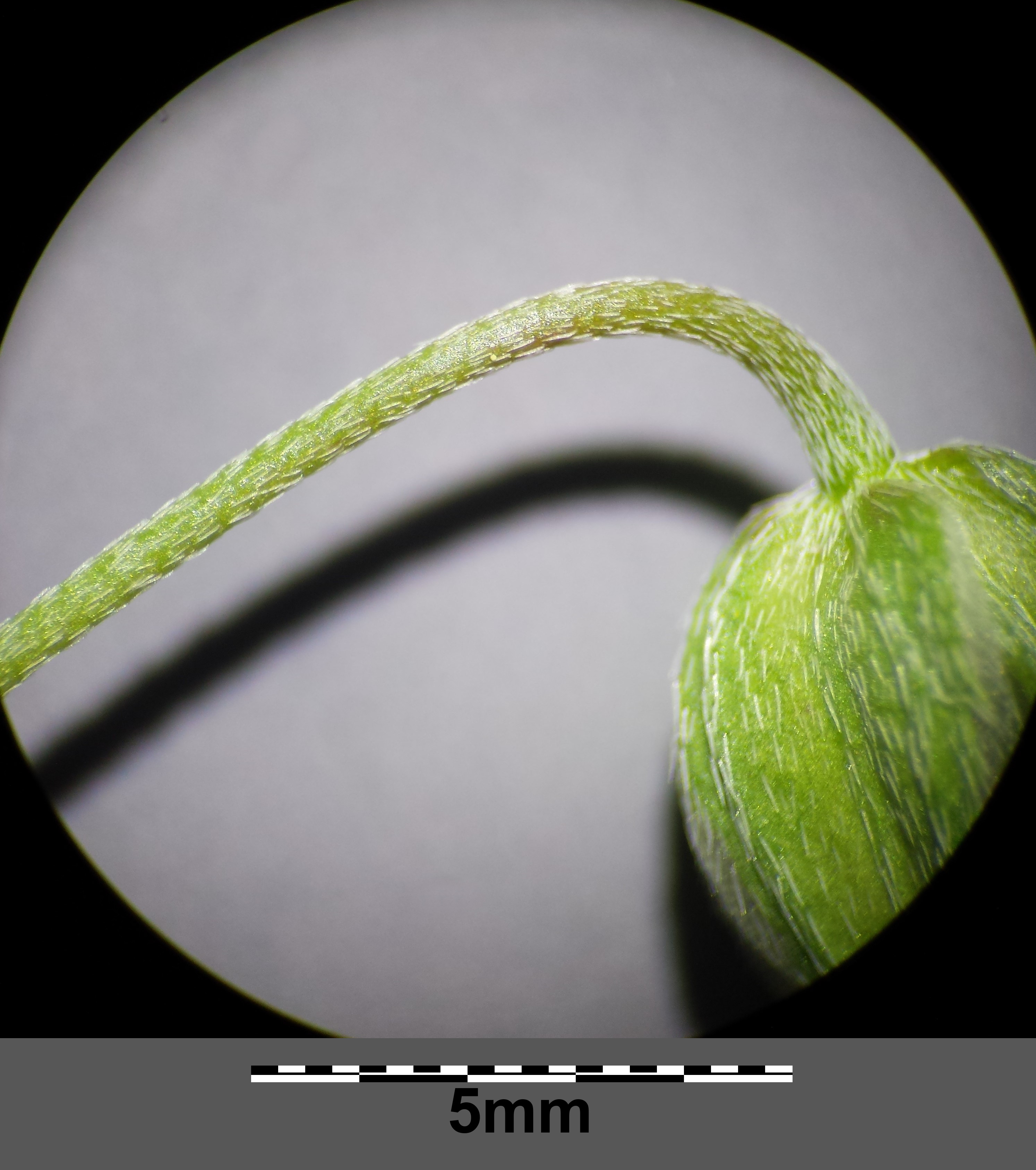
Szypułka przylegająco owłosiona
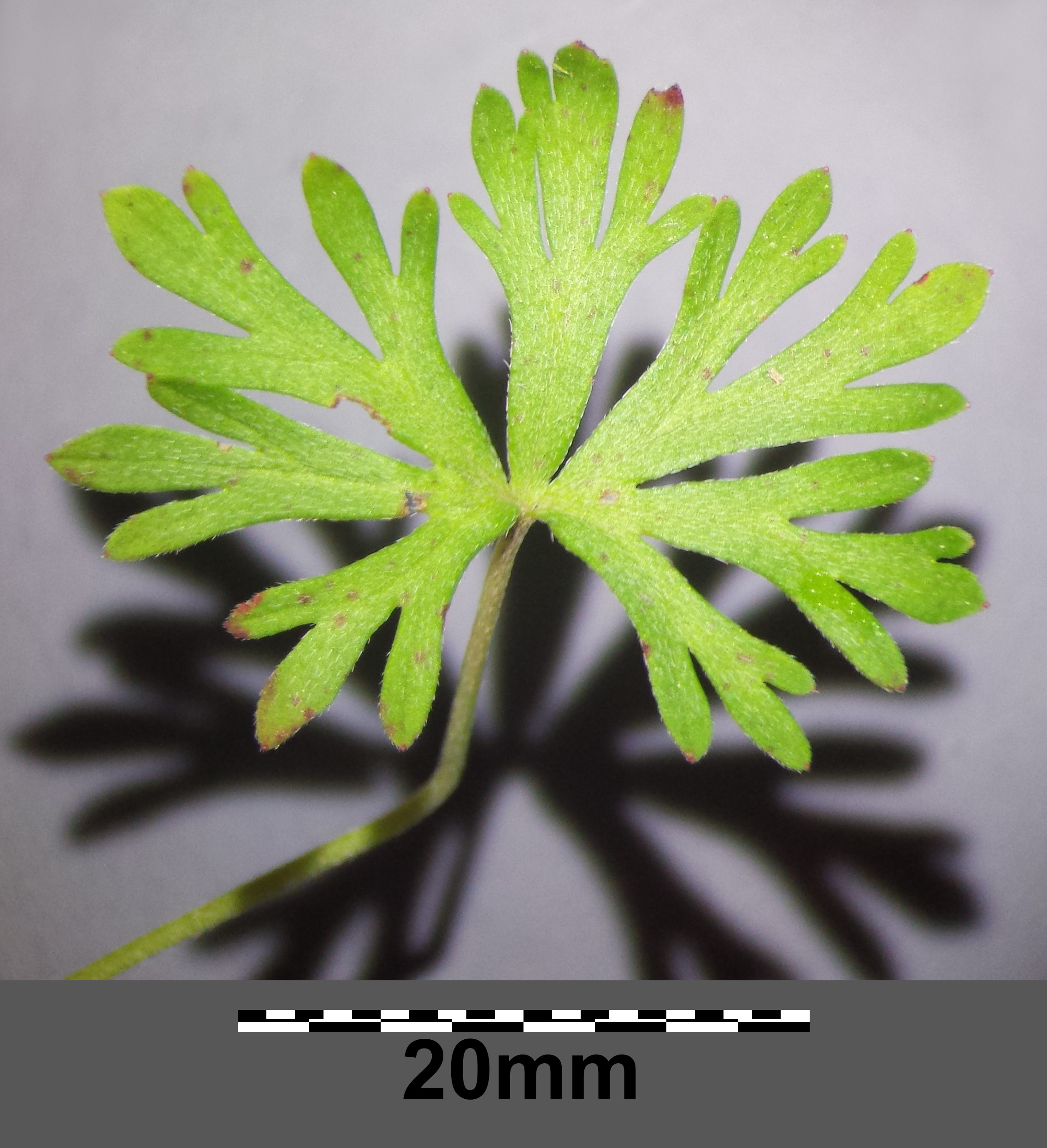
Liść

Gatunek podobnyPodobnie głęboko wcinane liście o równowąskich łatkach w Europie Środkowej ma tylko jeszcze bodziszek porozcinany G. dissectum. Różni się on owłosieniem górnej części pędów i szypułek kwiatowych częściowo gruczołowatym i odstającym. Szypułki kwiatowe zwykle są krótsze od ogonków wspierających je liści. Działki kielicha są 5-nerwowe i zakończone ostką o długości do 1,5 mm. Płatki korony zwykle nie dłuższe od działek, osiągające 4–6 mm.

## Biologia i ekologia
Roślina jednoroczna i dwuletnia, kwitnąca od maja do sierpnia. Rośnie w miejscach nasłonecznionych – na zboczach, przydrożach, polach i odłogach, żwirowiskach nadrzecznych i w miejscach kamienistych. W polskich górach sięga do ok. 900–1000 m n.p.m.
Liczba chromosomów 2n = 18.